# Дыбчо, Сергей Афанасьевич

Могила на Ивановском кладбище Екатеринбурга

Сергей Афанасьевич Дыбчо (5 [17] июня 1894, Одесса, Херсонская губерния — 29 ноября 1952, Свердловск) — советский актёр, артист оперетты. Заслуженный артист РСФСР (1944). Лауреат Сталинской премии второй степени (1946).

## Биография
Родился 5 (17) июня 1894 года в Одессе в семье служащих. Окончил коммерческое училище в Одессе (1905—1915), школу сценического искусства в Одессе (1917—1918).
Сценическую деятельность начал в 1917 актёром Театра драмы и Театр миниатюр в Одессе. В 1921 году — артист театра драмы в Тирасполе. В 1922 года — театра сатиры в Одессе. С 1923 года — актёр оперетты. 1923—1924 — театр оперетты в Одессе. В 1924—1925 — театр оперетты в Крыму (Севастополь, Ялта), в 1925—1929 — в передвижном волжском коллективе на Украине, с которым объездил много городов. В 1930—1932 — в Украинском коллективе оперетты (ДУМП) при Наркомпросе Украины, также находившемся в непрерывных поездках.
В декабре 1932 года возвращается в коллектив, выступавший в Минске, Витебске, Николаеве, где было впервые получено приглашение перейти всей труппой в создавшийся в Свердловский ТМК. С 1933 года — в Свердловске. Один из ярких комиков русского и советского театра, мастер буффонады и гротеска. Любимец публики, появление которого всегда встречалось аплодисментами.
Умер 29 ноября 1952 года. Похоронен в Екатеринбурге на Ивановском кладбище.

## Роли в театре
- 1934 — «Сильва» И. Кальмана — Воляпюк
- 1936 — «Фиалка Монмартра» И. Кальмана — Министр
- 1938 — «Сотый тигр» Б. А. Александрова — дед Савелий
- 1938 — «Свадьба в Малиновке» Б. А. Александрова — Попандопуло
- 1944 — «Табачный капитан» В. В. Щербачёва — дьяк Акакий Плющихин
- 1945 — «Девичий переполох» Ю. С. Милютина — Сапун-Тюфякин
- 1947 — «Летучая мышь» И. Штрауса — Фрош

Снялся в одном художественном фильме Свердловской киностудии «Сильва» (1944) — Князь Воляпюк, получившем признание у Кальмана, специально приезжавшего посмотреть картину в Берлин после войны (широко шла в освобождённой от гитлеровцев восточной Европе).

## Награды и премии
- Сталинская премия второй степени (1946) — за исполнение роли дьяка Акакия Плющихина в музыкальном спектакле «Табачный капитан» В. В. Щербачёва (1944)
- заслуженный артист РСФСР (1944)